# ビボ・イシュトバーン賞

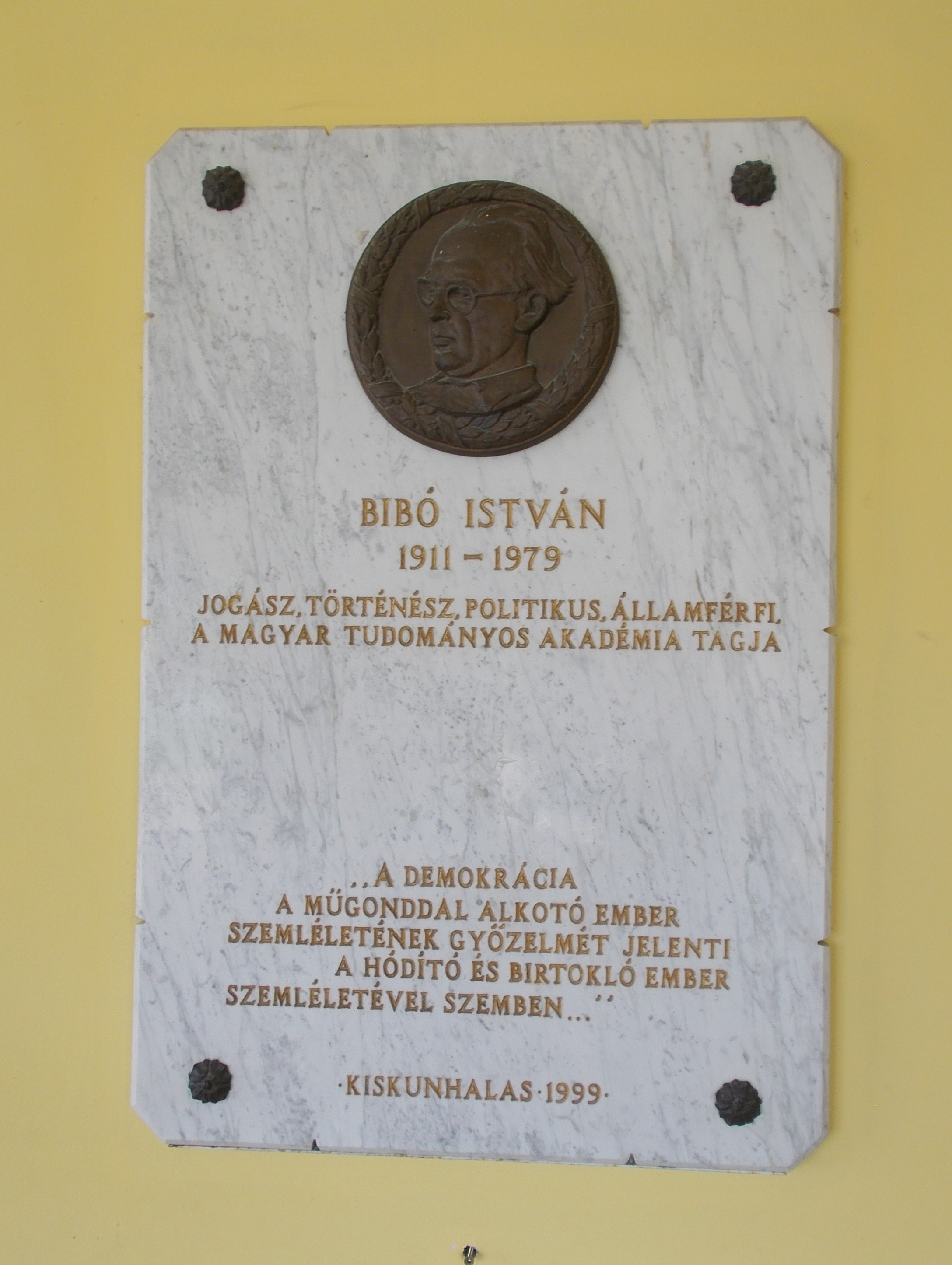
ビボ・イシュトバーンのレリーフ

ビボ・イシュトヴァーン賞（びぼ・いしゅとゔぁーんしょう、洪:Bibó István-díj）は、ハンガリーの賞である。

## 概要
1980年、ハンガリーの政治家イシュトヴァーン・ビボを記念してハンガリー社会学会（略称MSZT）によってボストンに設立された。

## 受賞者
- アッティラ・アグ(1997)
- ミハイ・ビハリ(1996)
- アンドラーシュ・ボゾキ(2009)
- サンダー・チョーリ (詩人) (1984)
- ガボール・エデレニ
- ジョルト・エニェディ(2004)
- チャバ・ゴンバル(1993)
- ガボール・ハルマイ (弁護士) (1998)
- エレマー・ハンキス(2012)
- タマス・ホーファー(1996)
- ジョン・ケネディ(1982)
  - ゲザ・コモロチ(1997)
  - アンドラーシュ・コロセニ(2000)
  - カルマン・クルシャール(2001)
  - イロナ・パルネ・コヴァチ(2011)
  - イシュトヴァーン・シュレット(1996)
  - ペーター・シュミット (弁護士) (1996)
  - イシュトヴァーン・シュトゥンプ(2019)
  - ゾルタン・サボ (作家) (1980 年)
  - マートン・ザボ (大学教師) (2006)
  - マテ・ザボ (政治学者) (2007)
  - エリザベス・ザライ(2000)
  - ゾルタン・スタライ(1983)